# Anastasios Douvikas
Anastasios "Tasos" Douvikas (em Grego: Αναστάσιος "Τάσος" Δουβίκας; Atenas, 2 de Agosto de 1999) é um futebolista grego que atua como centroavante. Atualmente é jogador do Como e da Seleção Grega de Futebol.

## Carreira

### Asteras Tripolis
Douvikas fez sua estreia profissional em 19 de agosto de 2017, em uma derrota em casa por 2-1 contra o PAS Giannina, entrando como substituto. Em 26 de outubro, ele marcou seu primeiro gol profissional em uma vitória em casa por 2-1 contra o AO Chania Kissamikos na Copa da Grécia de 2017-18. Em 26 de novembro, ele marcou na vitória em casa por 2-0 contra o Levadiakos, contribuindo assim para a terceira vitória consecutiva do time. Em 2 de dezembro, ele marcou em uma confortável vitória em casa por 4-0 contra o Platanias, ajudando seu time a manter sua forma.
Em 18 de dezembro de 2018, Douvikas marcou na vitória por 4-0 fora de casa contra o Apollon Paralimnio na Copa da Grécia de 2018–19, encerrando uma longa seca.

### Volos FC
Em 10 de agosto de 2020, Douvikas assinou com o Volos em uma transferência gratuita. Em sua estreia, ele marcou o primeiro gol na vitória por 2-0 fora de casa contra o Atromitos. Em 5 de outubro de 2020, Douvikas marcou dois gols, selando uma vitória por 2-1 fora de casa contra o Lamia. Em 31 de outubro de 2020, ele marcou nos minutos finais de um jogo em casa contra o Larissa, salvando um ponto para seu time com o empate final de 1-1. Em 30 de novembro de 2020, Douvikas marcou um gol e marcou a recuperação de seu time em um empate por 3-3 fora de casa contra o Apollon Smyrnis, apesar de estar perdendo por três gols no início do segundo tempo. 
Em 17 de janeiro de 2021, Douvikas marcou com um belo voleio no empate em casa por 1-1 contra o Lamia. Na semana seguinte, ele marcou ajudando na vitória por 1-0 fora de casa contra o PAS Giannina. Sua excelente sequência de gols continuou na Copa da Grécia com gols em partidas fora de casa contra o OFI e o AEK Atenas, antes de marcar na vitória por 2-1 fora de casa contra o OFI mais uma vez, desta vez pela liga e uma vitória por 2-0 em casa contra o Apollon Smyrnis.

### Utrecht
Em 23 de abril de 2021, o Utrecht anunciou oficialmente a contratação do talentoso atacante por um contrato de quatro anos por uma taxa que ultrapassou €1.000.000. Em sua primeira declaração como jogador do Utrecht, Douvikas expressou sua felicidade pela transferência e sua ânsia de conhecer os fãs. Em 15 de agosto de 2021, Douvikas comemorou seu primeiro gol oficial vestindo a camisa do Utrecht e marcou o 3-0 para seu clube no primeiro jogo da Eredivisie, onde os anfitriões comemoraram enfaticamente a vitória com um 4-0 contra o Sparta Rotterdam. Em 19 de setembro de 2021, ele marcou de pênalti em um empate em casa por 2-2 contra o RKC Waalwijk. Uma semana depois, ele marcou novamente de pênalti na vitória por 5-1 em casa contra o PEC Zwolle, um gol histórico porque ele era o número 2.500 do Utrecht na Eredivisie.
Em 23 de janeiro de 2022, Douvikas marcou após quatro meses pelo Utrecht, em uma partida fora de casa por 3-0 contra o Sparta Rotterdam pela Eredivisie. O atacante grego marcou pela última vez em 25 de setembro e, desde então, 28 finais sem gols se seguiram na liga, quando ele abriu o placar após a assistência de Sander van de Streek. Em 5 de fevereiro de 2022, ele marcou dois gols após duas assistências de Mimoun Mahi e deu uma assistência para Henk Veerman, ajudando o Utrecht a se recuperar de um déficit de 2-0 para vencer por 3 a 2 em casa contra o SC Cambuur. Ele foi eleito o homem da partida por sua atuação. Em 28 de maio de 2023, ele se tornou o artilheiro da Liga Holandesa.

### Celta de Vigo
Em 28 de agosto de 2023, Douvikas assinou um contrato de cinco anos com o Celta de Vigo, da Espanha, por €12 milhões.

## Carreira internacional
Em 24 de março de 2021, Douvikas foi convocado para a seleção principal da Grécia pelo técnico John van 't Schip para as próximas eliminatórias da Copa do Mundo FIFA de 2022 contra a Espanha e a Geórgia. Em 28 de março de 2021, ele fez sua estreia com a seleção nacional como substituto em um amistoso contra Honduras.